# Ministère de la Justice (Sri Lanka)
Pour les articles homonymes, voir Ministère de la Justice.
Le Ministre de la Justice du Sri Lanka est un poste du gouvernement Sri Lankais. 
Ce poste est créé en 1947, lors de l'obtention de l'indépendance du Ceylan britannique.

## Liste des Ministres de la Justice
- United National Party
- Sri Lanka Freedom Party
- Sri Lanka Muslim Congress

| Nom | Nom                       | Portrait                 | Parti politique           | Mandat                              | Chef d'état             | Chef d'état                                     |
| --- | ------------------------- | ------------------------ | ------------------------- | ----------------------------------- | ----------------------- | ----------------------------------------------- |
|     | Lalitha Rajapaksa         |                          | United National Party     | 26 septembre 1947 – 1953            |                         | D. S. Senanayake Dudley Senanayake              |
|     | E. B. Wikramanayake       |                          | United National Party     | 1953 – 1956                         |                         | John Kotelawala                                 |
|     | M. W. H. de Silva         |                          | Sri Lanka Freedom Party   | 1956 – Juin 1959                    |                         | S. W. R. D. Bandaranaike                        |
|     | Valentine S. Jayawickrema |                          | Sri Lanka Freedom Party   | Juin 1959 – 1960                    |                         | S. W. R. D. Bandaranaike Wijeyananda Dahanayake |
|     | E. J. Cooray              |                          | United National Party     | 23 mars 1960 – 21 juillet 1960      |                         | Dudley Senanayake                               |
|     | Sam Fernando              |                          | Sri Lanka Freedom Party   | 23 juillet 1960 – Mars 1965         |                         | Sirimavo Bandaranaike                           |
|     | A. F. Wijemanne           |                          | United National Party     | Mars 1965 – 1970                    |                         | Dudley Senanayake                               |
|     | Felix Dias Bandaranaike   |                          | Sri Lanka Freedom Party   | 1970 – 1976                         |                         | Sirimavo Bandaranaike                           |
|     | Ratnasiri Wickremanayake  | Ratnasiri Wickremanayake | Sri Lanka Freedom Party   | 1976 – 1977                         |                         | Sirimavo Bandaranaike                           |
|     | K. W. Devanayagam         |                          | United National Party     | 23 juillet 1977 – 14 février 1980   |                         | J. R. Jayewardene                               |
|     | Nissanka Wijeyeratne      | Nissanka Wijeyeratne     | United National Party     | 14 février 1980 – 1988              |                         | J. R. Jayewardene                               |
|     | Vincent Perera            |                          | United National Party     | 1989 – 1990                         | Ranasinghe Premadasa    |                                                 |
|     | Abdul Cader Shahul Hameed |                          | United National Party     |                                     | Ranasinghe Premadasa    |                                                 |
|     | Harold Herath             |                          | United National Party     | 1993 – 1994                         | Dingiri Banda Wijetunga |                                                 |
|     | G. L. Peiris              | G. L. Peiris             | Sri Lanka Freedom Party   | 1994 – 2001                         |                         | Chandrika Kumaratunga                           |
|     | W. J. M. Lokubandara      | W. J. M. Lokubandara     | United National Party     | 2001 – 2004                         |                         | Chandrika Kumaratunga                           |
|     | Amarasiri Dodangoda       |                          | Sri Lanka Freedom Party   | 2004 – 30 mai 2009                  |                         | Chandrika Kumaratunga Mahinda Rajapaksa         |
|     | Milinda Moragoda          |                          | Sri Lanka Freedom Party   | 30 mai 2009 – 23 avril 2010         |                         | Mahinda Rajapaksa                               |
|     | Athauda Seneviratne       |                          | Sri Lanka Freedom Party   | 23 avril 2010 – 22 novembre 2010    |                         | Mahinda Rajapaksa                               |
|     | Rauff Hakeem              |                          | Sri Lanka Muslim Congress | 22 novembre 2010 – 28 décembre 2014 |                         | Mahinda Rajapaksa                               |
|     | Wijeyadasa Rajapakshe     |                          | United National Party     | 12 janvier 2015 - 23 août 2017      |                         | Maithripala Sirisena                            |
|     | Thalatha Atukorale        |                          | United National Party     | 25 août 2017 - present              |                         | Maithripala Sirisena                            |